# Milan Křen
Milan Křen (* 29. Mai 1965 in Ústí nad Orlicí) ist ein ehemaliger tschechoslowakischer Radrennfahrer.

## Sportliche Laufbahn
Křen war Straßenradsportler. Sein bedeutendster sportlicher Erfolg war der Gewinn der Silbermedaille mit Milan Jurčo, Michal Klasa und Vladimír Hrůza im Mannschaftszeitfahren bei den UCI-Straßen-Weltmeisterschaften 1985. In derselben Saison bestritt er die Österreich-Rundfahrt (10. Gesamtrang) und die DDR-Rundfahrt, die er auf dem 11. Platz beendete. Er war damit bester ausländischer Teilnehmer. 1986 holte er einen Etappensieg in der Tour de Normandie. Bei den UCI-Straßen-Weltmeisterschaften wurde Křen 1986 75. des Einzelrennens. 1987 kam er in der Luxemburg-Rundfahrt auf den 25. Platz, 1988 wurde er 14.
1988 war Křen Teilnehmer der Olympischen Sommerspiele in Seoul. Im Mannschaftszeitfahren kam der Vierer mit Vladimir Hruza, Vladimír Kinšt und Jozef Regec auf den 8. Rang.